# Singer Vogue (1961–1967)

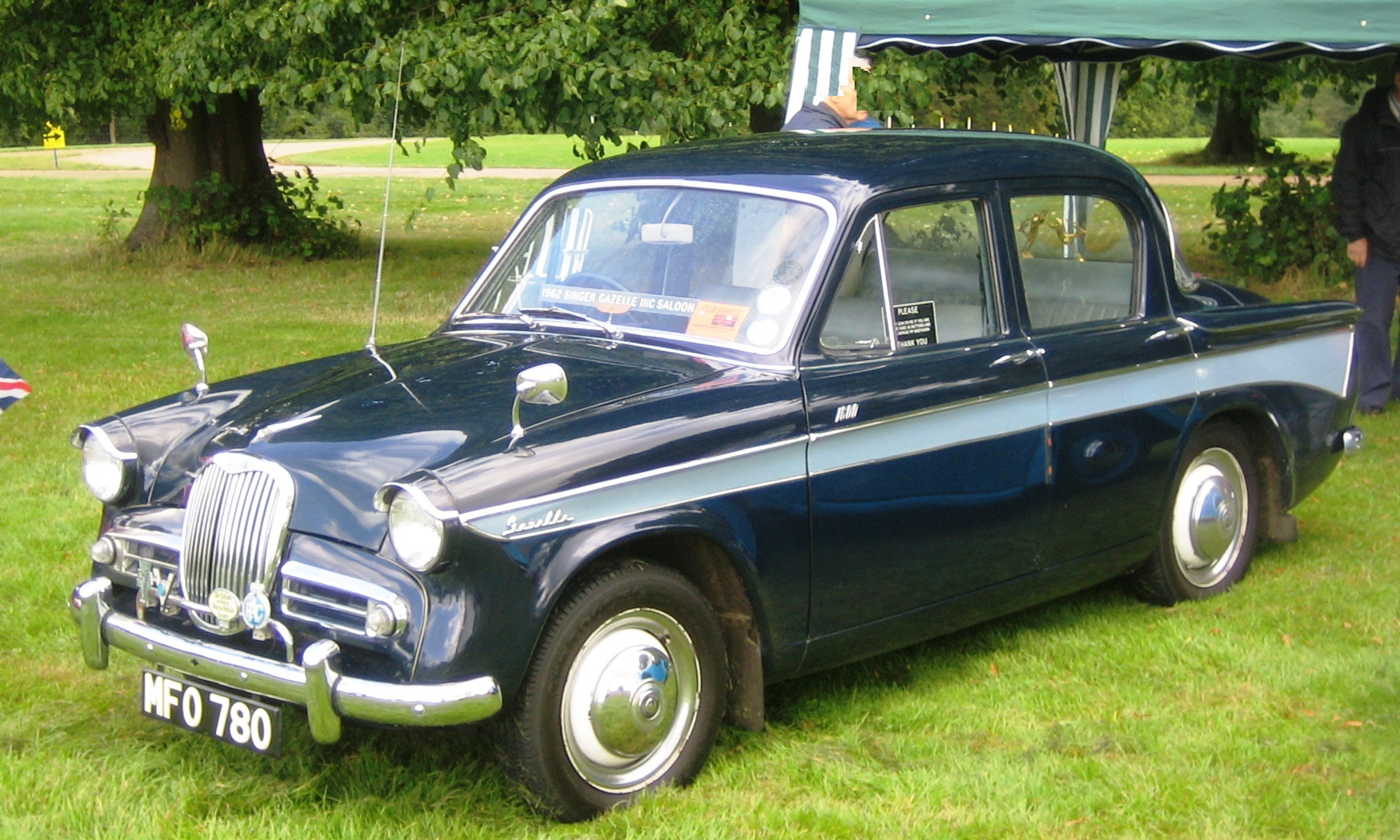
Aus der Audax-Familie: Singer Gazelle (1960)

Der Singer Vogue der Baujahre 1961 bis 1967 ist ein Mittelklasse-PKW, den der ehemalige britische Automobilhersteller Rootes als Limousine und als Kombi unter der Marke Singer verkaufte. Die ebenfalls zum Rootes-Konzern gehörenden Marken Hillman und Humber boten mit dem Super Minx und dem Sceptre Schwestermodelle des Vogue an, die weitgehend baugleich waren, aber eine abweichende Ausstattung hatten. In dieser Modellfamilie, die ein typisches Beispiel für das in Großbritannien seinerzeit weit verbreitete Badge Engineering ist, lag der Singer preislich zwischen dem günstigeren Hillman und dem teureren Humber. Mit dem Vogue trat Rootes in Großbritannien unter anderem gegen den Ford Cortina an.

## Entstehungsgeschichte
Während die Marken Hillman und Humber bereits seit den 1930er-Jahren zum Rootes-Konzern gehörten, war der Automobilhersteller Singer erst 1956 von Rootes übernommen worden. In den ersten Jahren der Konzernzugehörigkeit hatte Singer noch eine gewisse technische Eigenständigkeit, musste aber zunehmend die standardisierten Konzernmodelle ins eigene Programm aufnehmen und als Singer-Autos verkaufen (Badge Engineering). Das zeigte sich schon beim Mittelklassemodell Singer Gazelle von 1956, der Singers eigenen Hunter ersetzte und als Variante der Audax-Familie nahezu vollständig mit dem Hillman Minx und dem Sunbeam Rapier übereinstimmte.
Wie seine Schwestermodelle wurde auch der Gazelle seit 1958 in dritter Serie (Mark III) gebaut. Während sich die ersten drei Serien des Gazelle technisch und stilistisch weitgehend ähnelten, konstruierte Rootes für das Jahr 1961 ein weitgehend neues Modell, das größer, schwerer und teuer war als die Fahrzeuge der Audax-Reihe. Nach ursprünglichen Planungen sollte das neue Modell unter der Bezeichnung Gazelle Mark IV den bisherigen Audax-Gazelle ersetzen. Da dieser sich aber ebenso wie die baugleichen Hillman-Modelle nach wie vor gut verkaufte und dem Rootes-Konzern regelmäßige Profite einbrachte, entschied sich die Konzernleitung 1961, das alte Modell weiter zu produzieren und das neue parallel dazu unter anderer Bezeichnung anzubieten. Die Wahl fiel auf den in den 1930er-Jahren von der Marke Humber verwendeten Begriff Vogue (deutsch: Mode). Entsprechend verfuhr Rootes bei den Parallelmodellen von Hillman.
Singer war die erste Marke, die Rootes’ neue Mittelklasselimousine auf den Markt brachte. Nachdem der Singer Vogue am 26. Juli 1961 vorgestellt worden war, kam im Oktober 1961 der Hillman Super Minx mit einfacherer Ausstattung auf den Markt; Anfang 1963 folgte schließlich der Humber Sceptre als teuerste und am besten ausgestattete Variante. Sie alle teilten sich die Technik und die Karosserie; Designabweichungen betrafen lediglich Details. Der Singer Vogue war als viertürige Limousine und als Kombi erhältlich. Eine Singer-Variante des bei Thrupp & Maberly gefertigten Cabriolets gab es nicht; das offene Auto wurde nur unter der Marke Hillman angeboten.
Der Singer Vogue bis 1967 in vier Serien (Mark I bis Mark IV) produziert. 1966 erschien ein Nachfolger, der eine Variante des Rootes Arrow war und bis 1970 als Singer Gazelle mit einfacherer und als Singer Vogue („New Vogue“) mit besserer Ausstattung verkauft wurde.

## Design und Technik

### Karosserie

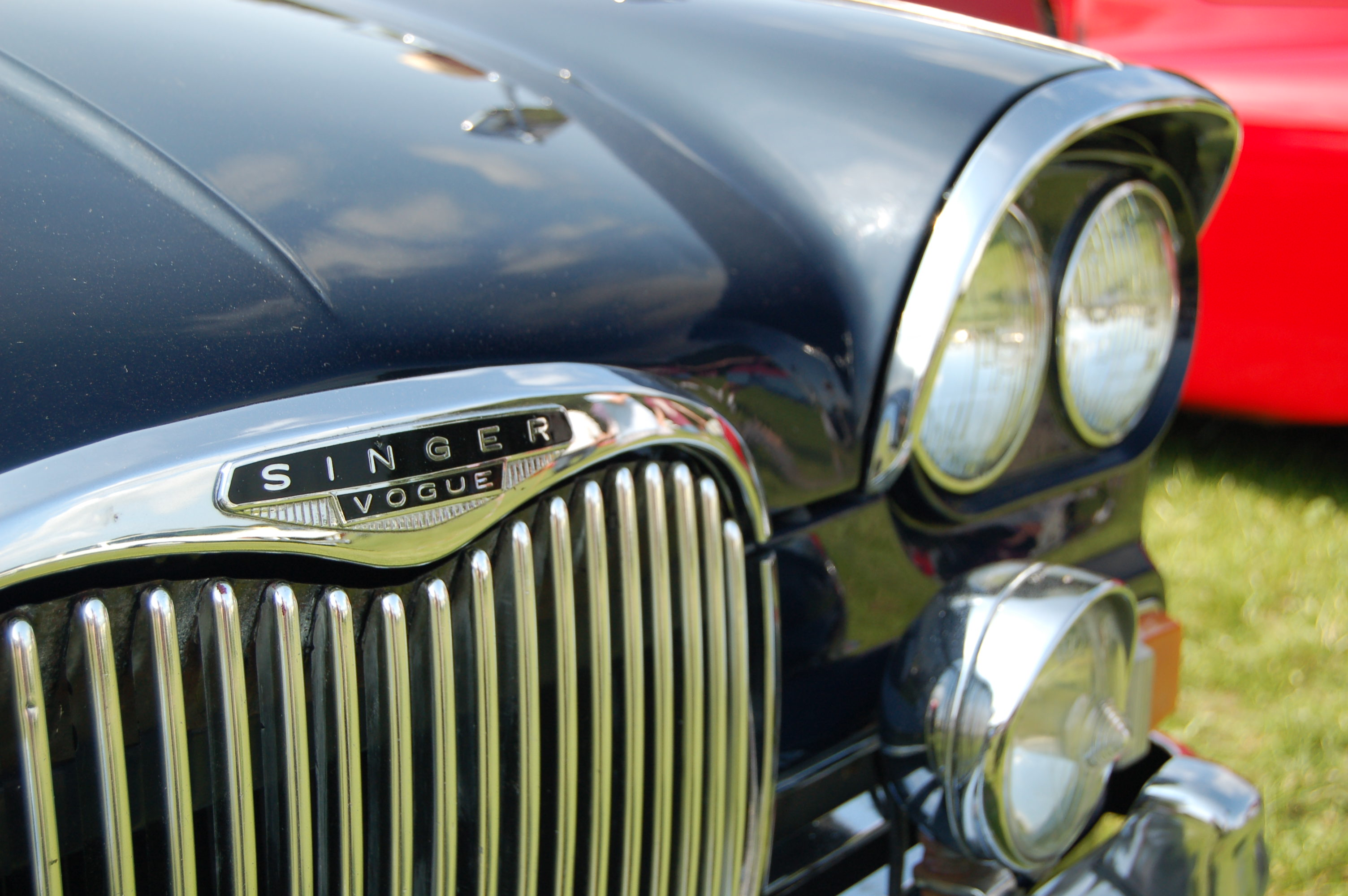
Überdachte Doppelscheinwerfer und traditionelle Kühlermaske: Singer Vogue

Der Singer Vogue hat eine selbsttragende Karosserie. Ihre Form, die mit denen der Schwestermodelle von Hillman und Humber weitestgehend übereinstimmt, entstand unter der Leitung von Ted White in Rootes’ Designcenter. Raymond Loewy, der noch an dem Design des Vorgängermodells der Audax-Reihe mitgewirkt hatte, war am Vogue nicht mehr beteiligt. Die Baureihen Mark I und II des Vogue sind äußerlich weitestgehend gleich, dasselbe gilt für die Reihen Mark III und IV.
Der Vogue hat vordere Doppelscheinwerfer, die von den chromumrandeten Ausläufern der Kotflügel gleichsam überdacht werden. Diese Gestaltung, die das Design verschiedener US-amerikanischer Chrysler-Modelle der späten 1950er-Jahre aufgreift, übernahm 1963 auch die erste Serie des Humber Sceptre. Sie hebt sich von der Frontgestaltung des Hillman Super Minx ab, der in allen Baureihen einzelne Rundscheinwerfer hat. Singer behielt diese Frontgestaltung bis zum Produktionsende 1967 bei, anders als der Humber Sceptre, der 1965 eine an den Hillman angepasste Frontpartie bekam. Ein auffälliges Designmerkmal der ersten und zweiten Serie der Vogue Limousine ist die hintere Panoramascheibe, die auch die Parallelmodelle der Schwestermarken haben. Die abgerundete Kühlermaske mit senkrecht verlaufenden Streben greift die traditionelle Gestaltung von Singer-Kühlern auf. An der Heckpartie hat der Vogue ebenso wie seine Schwestermodelle kleine Heckflossen. Darunter sind bei allen Serien des Vogue drei übereinander angeordnete runde Rückleuchten installiert. Der Hillman Super Minx und der Humber Sceptre haben dagegen einteilige ovale Rückleuchten.

### Antrieb
Der Vogue wird von einem Vierzylinder-Reihenmotor angetrieben, der von Hillman entwickelt wurde und erstmals 1953 erschien. Die ersten beiden Baureihen des Vogue haben eine 1592 cm³ große und 62 bhp (46 kW) leistende Version dieses Motors, die auch im Hillman Super Minx verwendet wurde. Für die dritte Serie erhielt der Vogue (anders als der Hillman) eine auf 78 bhp (58 kW) leistungsgesteigerte Variante des Vierzylinders, die seit 1963 bereits im Humber Sceptre eingebaut wurde. Für die vierte Serie schließlich erhielten alle drei Schwestermodelle eine auf 1725 cm³ Hubraum vergrößerte Motorvariante, die im Vogue 85 bhp (63 kW) leistet. Die Kraftübertragung übernimmt in allen Serien ein handgeschaltetes Vierganggetriebe, dessen erster Gang bei den Baureihen Mark I und Mark II nicht synchronisiert ist. Es wird mit einem Mittelschalthebel bedient. Ein Automatikgetriebe mit drei Vorwärtsgängen war gegen Aufpreis erhältlich. Anfänglich baute Rootes eine Smith-Easydrive-Automatik ein; 1962 wurde sie durch eine BorgWarner-35-Automatik ersetzt.

### Fahrwerk
Vorne hat der Super Minx Einzelradaufhängung an Doppelquerlenkern mit Schraubenfedern und einem Stabilisator, die angetriebene starre Hinterachse hängt an Längsblattfedern. Der Mark I hat rundum Lockheed-Trommelbremsen mit 229 mm Durchmesser und einen Bremskraftverstärker; mit der Einführung des Mark II kamen vorn Scheibenbremsen zum Einsatz. Die Kugelumlauflenkung ist nicht servounterstützt.

## Die einzelnen Baureihen

### Mark I und Mark II

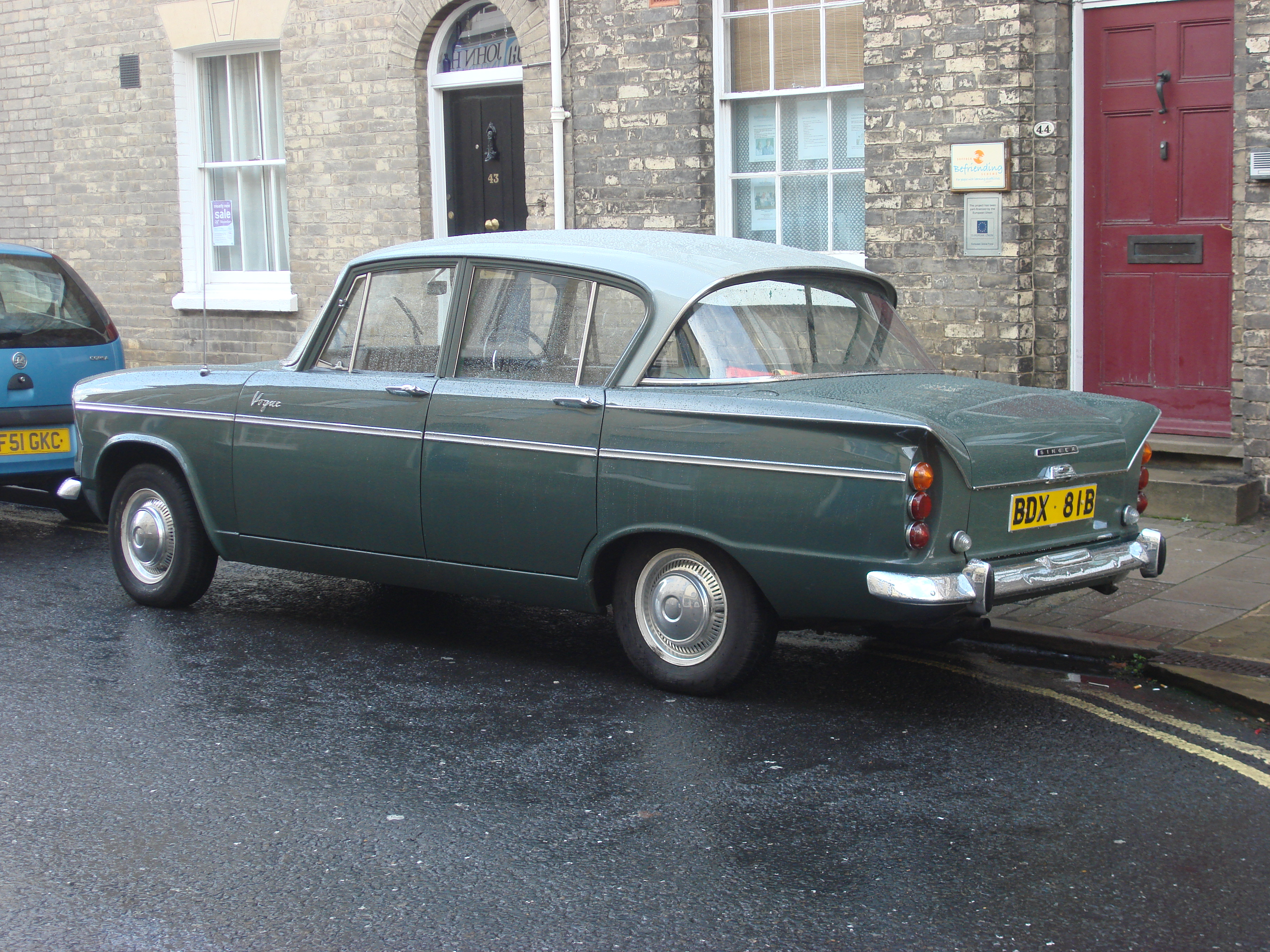
Mark I und II: Panoramascheibe hinten

Die erste Baureihe des Singer Vogue, die nachträglich als Mark I bezeichnet wurde, war von Juli 1961 bis Oktober 1962 im Programm. Der Vogue debütierte damit drei Monate vor dem preiswerteren Hillman Super Minx. Anfänglich war der Vogue nur als viertürige Stufenhecklimousine erhältlich. Ab Mai 1962 erschien zusätzlich ein viertüriger Kombi (Estate).
Eineinhalb Jahre nach dem Produktionsbeginn wurde im Oktober 1962 die Mark-II-Version des Vogue vorgestellt. Sie entsprach stilistisch vollständig dem Mark I, hatte aber einige technische Änderungen. Schmiernippel gab es nicht mehr, die Trommelbremsen vorne waren durch größere Scheibenbremsen ersetzt und die Hinterachsübersetzung geändert. Vordere Einzelsitze gehörten nun zur Serienausstattung. Bei den Wagen mit Automatikgetriebe gab es eine BorgWarner-Konstruktion anstelle des bisherigen Smith Easydrive.

### Mark III und Mark IV

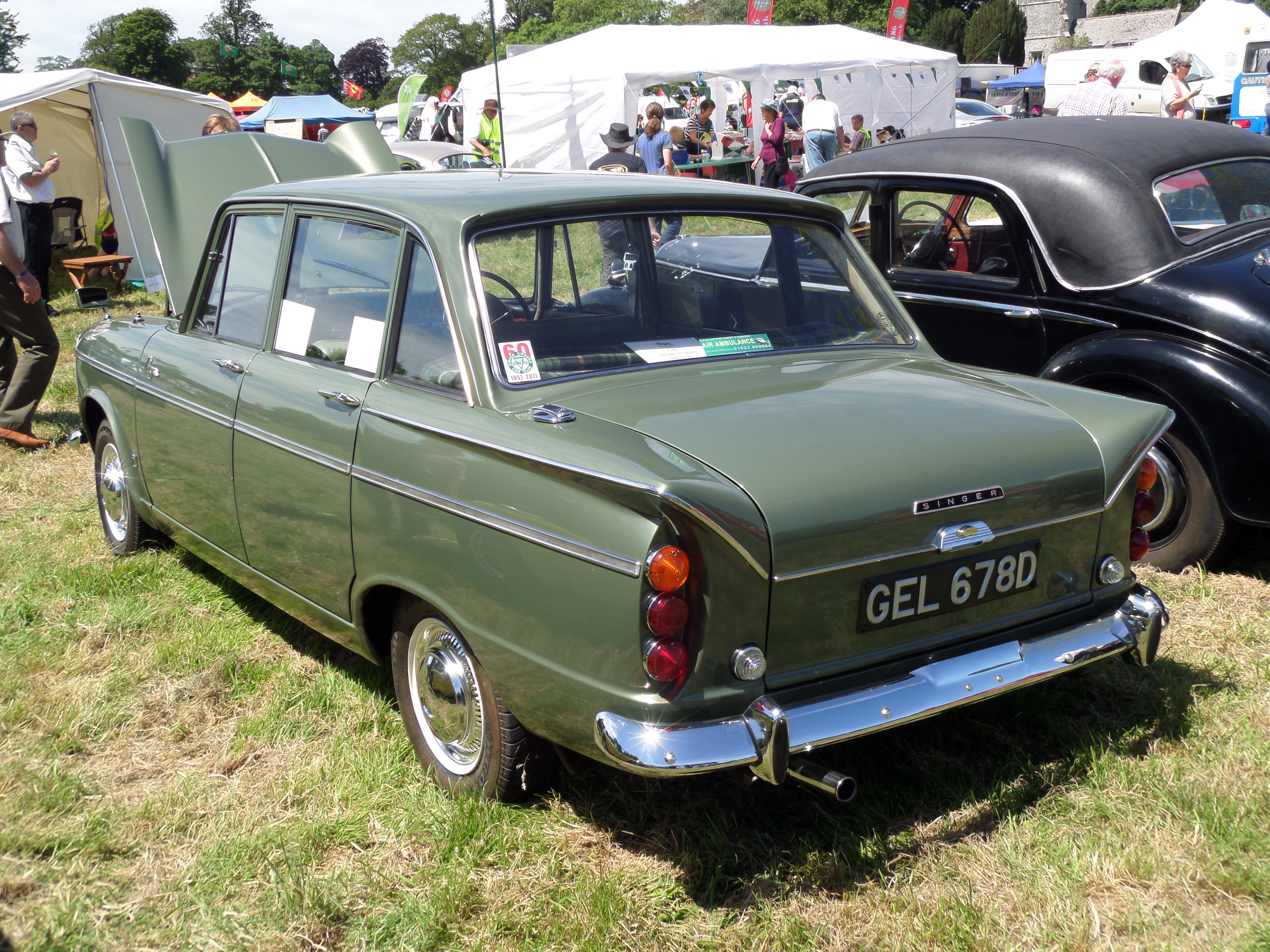
Mark III und IV:Trapezförmiger Dachaufbau

1964 erschien der Mark III, dessen Limousine einen überarbeiteten Dachaufbau erhielt. Sie hat keine hintere Panoramascheibe mehr. An ihre Stelle tritt ein geradlinig verlaufendes Dach in Trapezform. Eine entsprechende Umgestaltung hatte Rootes bereits im August 1963 beim kleineren Singer Gazelle und dessen Schwestermodellen vorgenommen. Beim Vogue ändert sich dadurch auch die Form der hinteren Türen. Die Türen der Limousine entsprechen beim Mark III nun denen des Kombi. Zwischen C- und D-Säule ist bei der Limousine außerdem ein zusätzliches Seitenfenster eingebaut. Die gleiche Dachgestaltung erhielt auch Hillmans Super Minx Limousine, während der Humber Sceptre die hintere Panoramascheibe bis zur Produktionseinstellung 1966 beibehielt. Abgesehen davon gab es beim Vogue keine Änderungen an der Karosserie; auch die inzwischen veralteten Heckflossen blieben erhalten. Die technischen Änderungen beschränkten sich beim Mark III auf die Einführung eines neuen, voll synchronisierten Vierganggetriebes.
Der auf der London Motor Show im Oktober 1965 vorgestellte Mark IV hat einen Motor mit auf 1725 cm³ vergrößertem Hubraum, der 85 bhp (63 kW) leistet. Stilistisch entspricht der Mark IV vollständig dem Mark III.

## Produktion in Großbritannien
Die Rohkarosserien aller Vogue-Varianten ließ Rootes – wie die der Schwestermodelle von Hillman und Humber – bei dem unabhängigen Karosseriehersteller Pressed Steel Company in Cowley, Oxfordshire, fertigen. Die Limousinen und Kombis wurden im Rootes-Werk in Ryton-on-Dunsmore bei Coventry aufgebaut.
Die Produktion verteilt sich auf die einzelnen Baureihen wie folgt:
- Singer Vogue Mark I: 7.423 Fahrzeuge
- Singer Vogue Mark II: 20.021 Fahrzeuge
- Singer Vogue Mark III: 10.000 Fahrzeuge
- Singer Vogue Mark IV: 10.325 Fahrzeuge

## Der Vogue in Australien
Die australische Niederlassung des Rootes-Konzerns in Port Melbourne produzierte von 1962 bis 1965 neben dem Hillman Super Minx auch ein Humber Vogue genanntes Modell. Dabei handelte es sich um den technisch und stilistisch unveränderten Singer Vogue, der in Australien aus Marketinggründen unter der prestigeträchtigen Marke Humber vertrieben wurde.

## Galerie

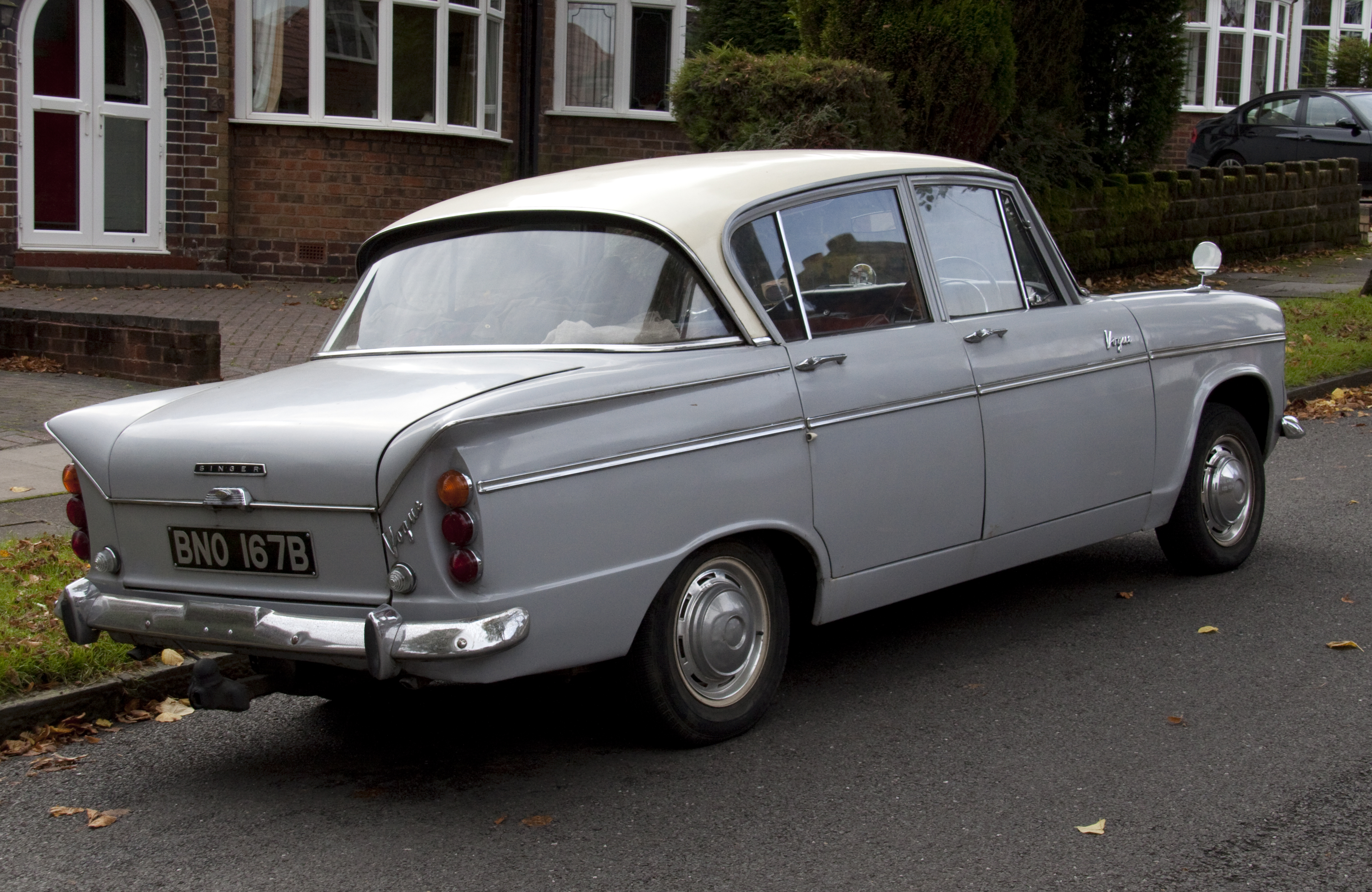
Mark I/II Saloon
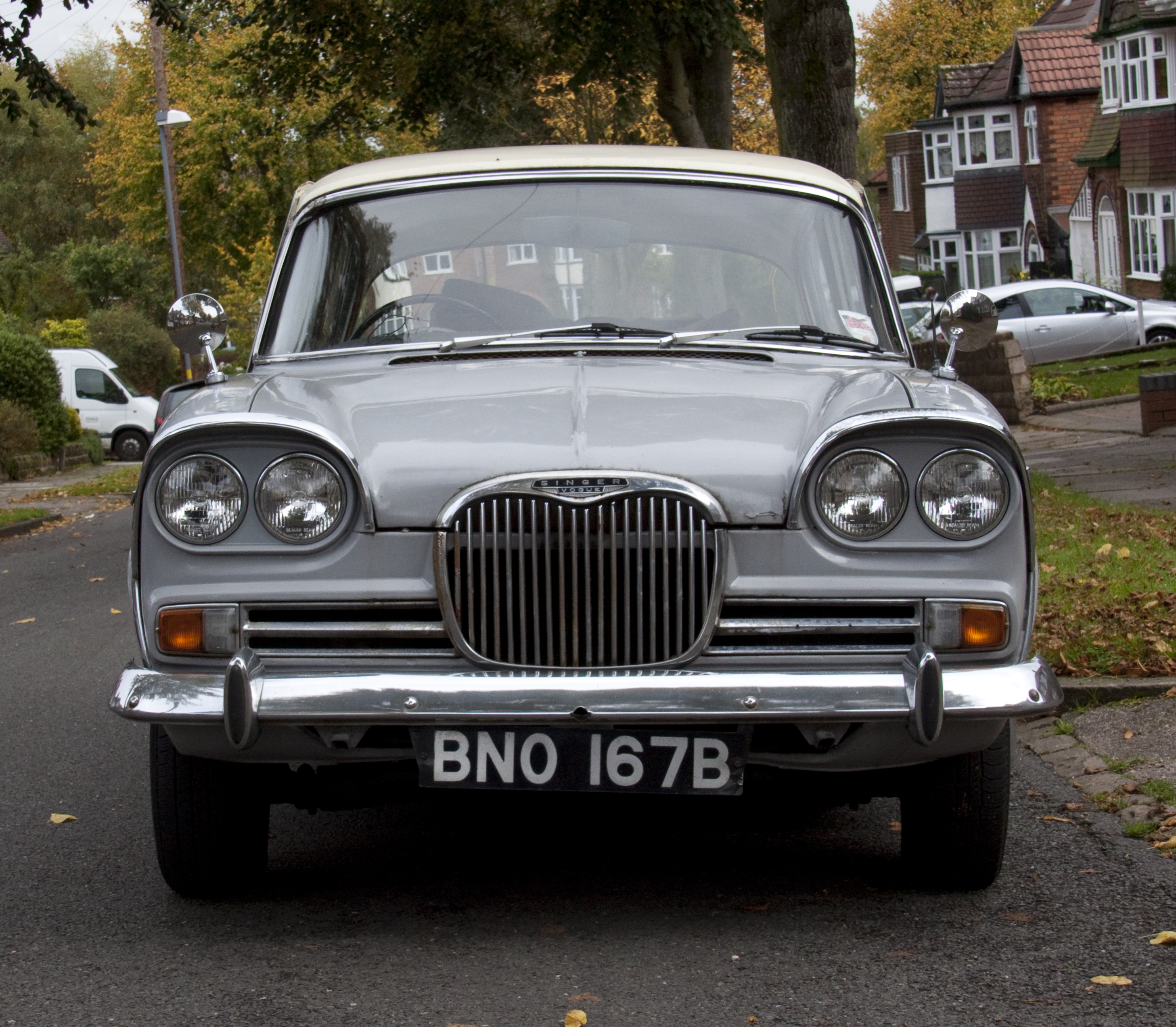
Frontpartie
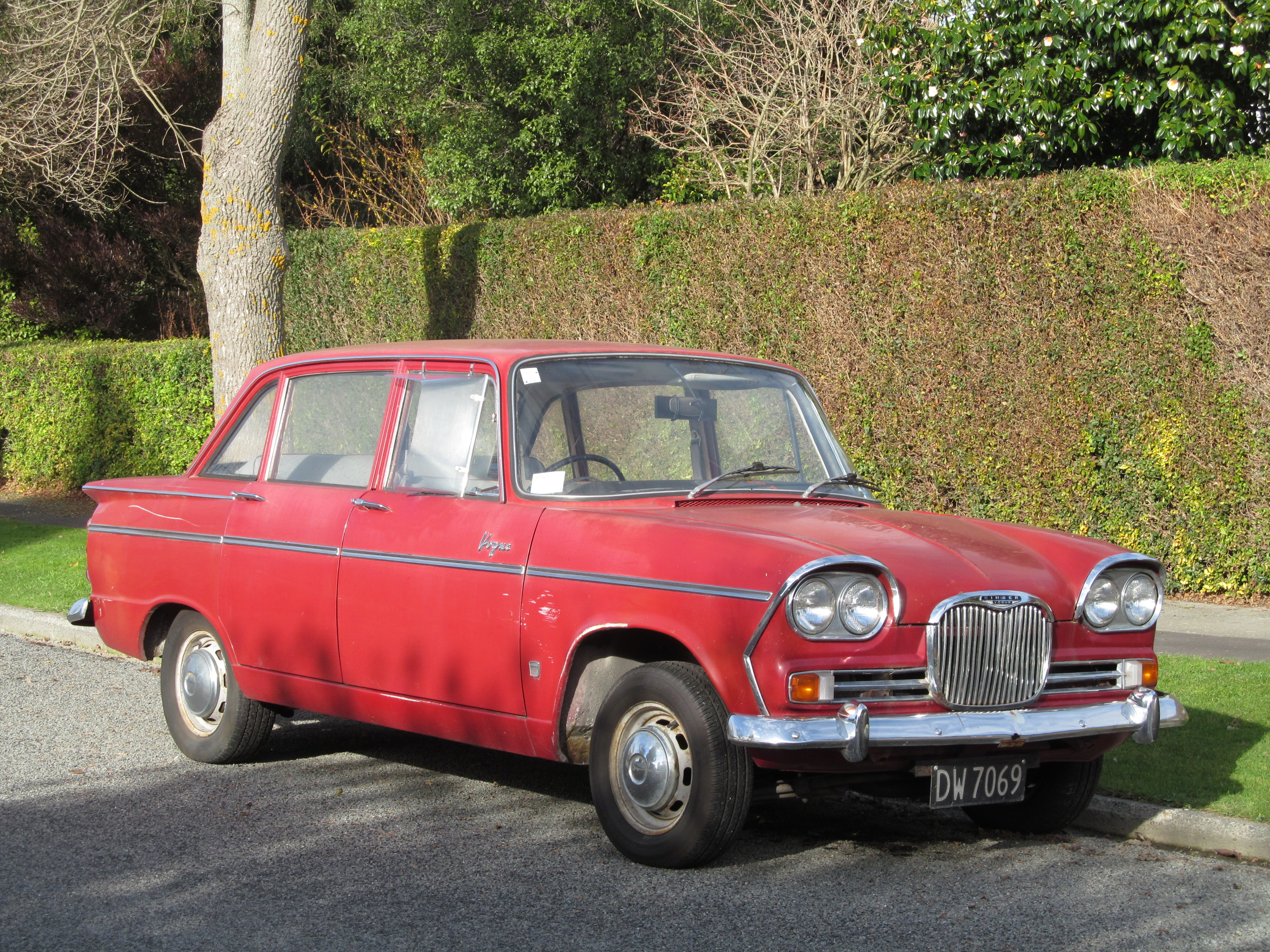
Mark IV Saloon (1966)
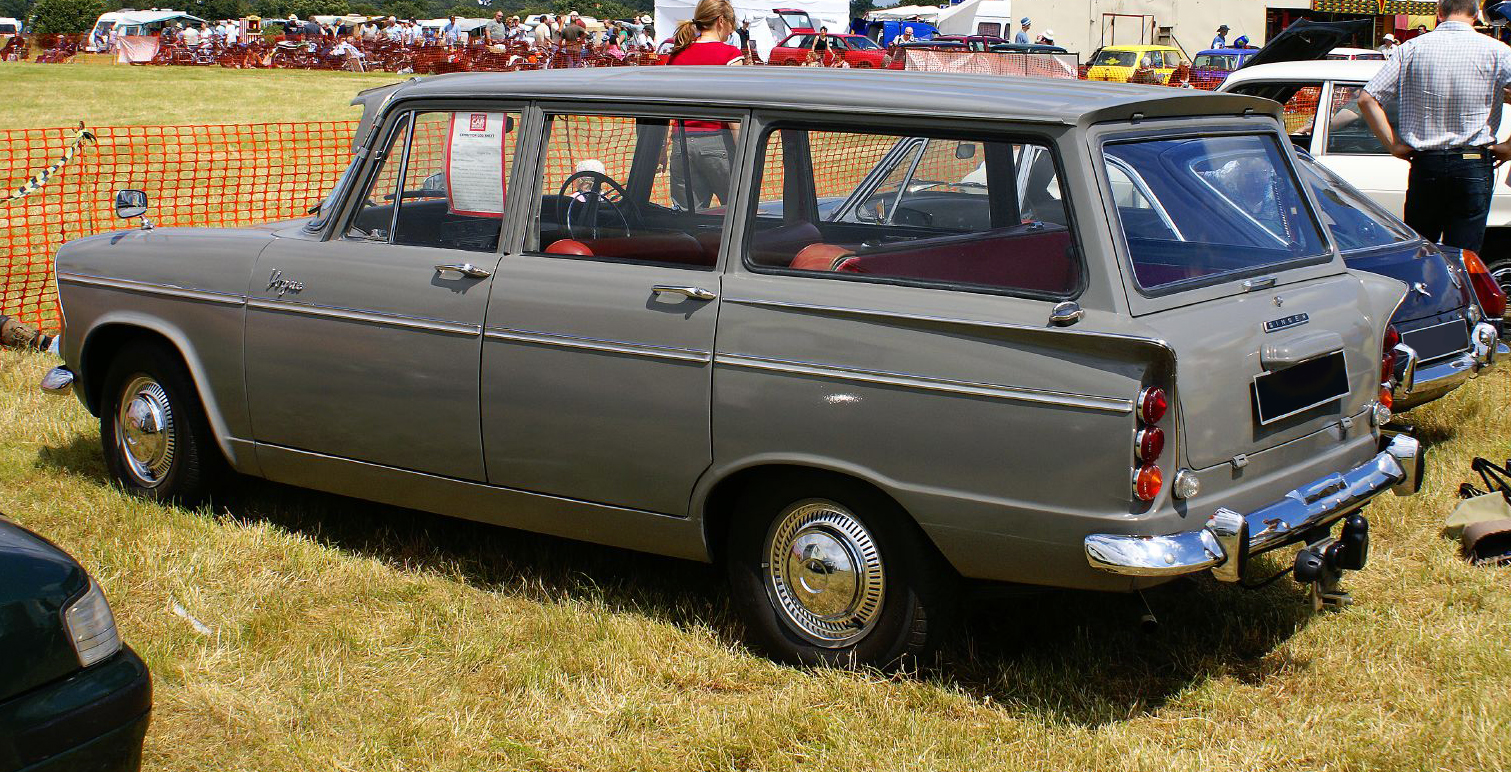
Mark IV Estate (1965)
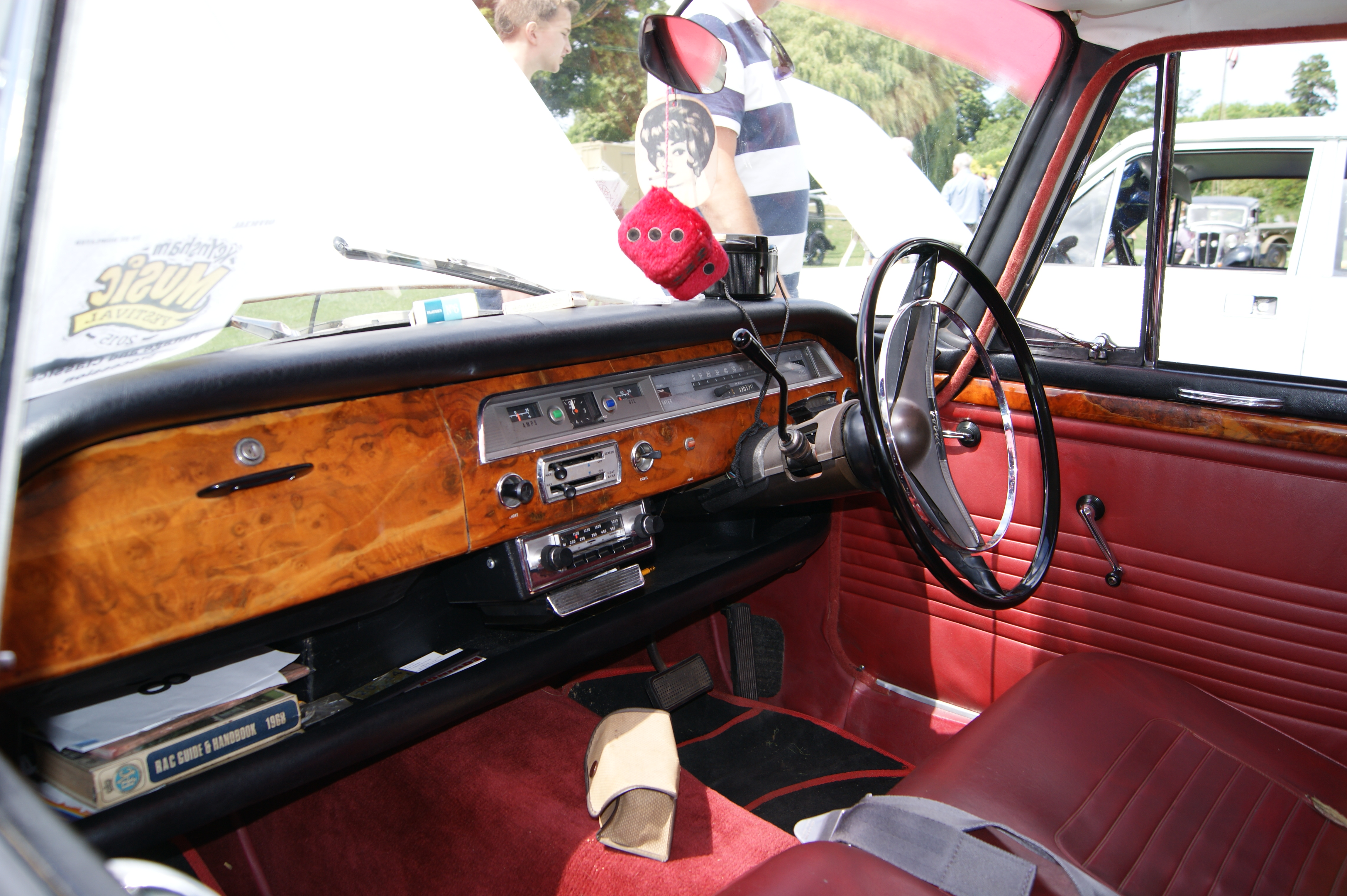
Interieur
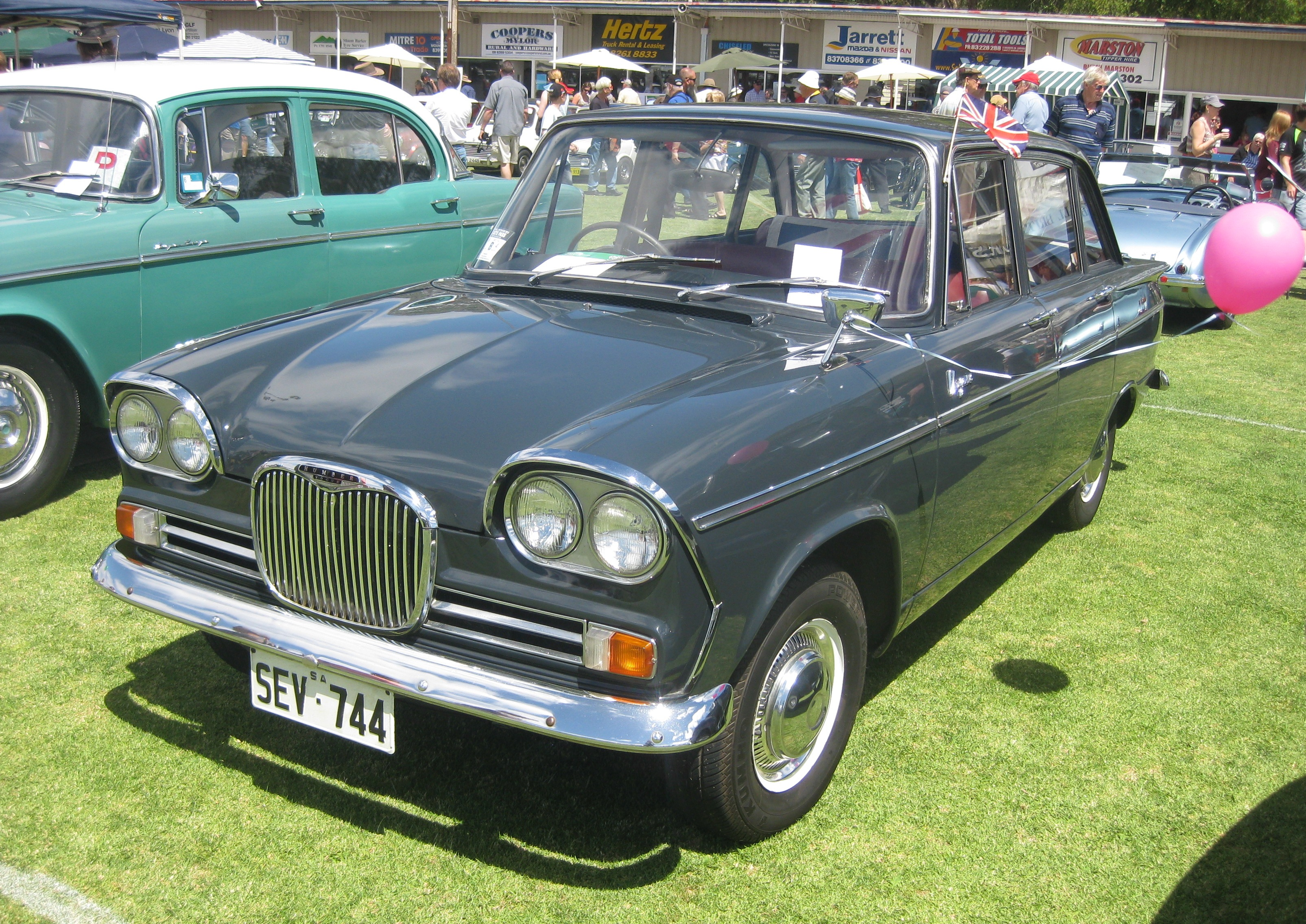
Australischer Humber Vogue (1965)